# Pedra Azul (ort)
Pedra Azul är en ort i Brasilien.   Den ligger i kommunen Pedra Azul och delstaten Minas Gerais, i den östra delen av landet, 700 km öster om huvudstaden Brasília. Pedra Azul ligger 678 meter över havet och antalet invånare är 20 899.
Terrängen runt Pedra Azul är kuperad norrut, men söderut är den platt. Det finns inga andra samhällen i närheten.
Omgivningarna runt Pedra Azul är huvudsakligen savann. Runt Pedra Azul är det glesbefolkat, med 17 invånare per kvadratkilometer.